# Chromolaena perglabra
Chromolaena perglabra es una especie de planta de la familia Asteraceae endémica de Colombia. Se le conoce comúnmente como crisantemo o jarilla (nombres dados a muchas otras especies).

## Descripción
Es un arbusto de hasta 2 m de altura. Tiene hojas dispuestas de forma opuesta, pecioladas, glabras, la lámina foliar es cartácea, angostamente ovada, ápice acuminado, base aguda, y de margen aserrada. Sinflorescencia de capítulos corimbosos, terminales, profundamente acanaladas; glabras. Capítulos sésiles y dispuestos en glomérulos.

## Hábitat

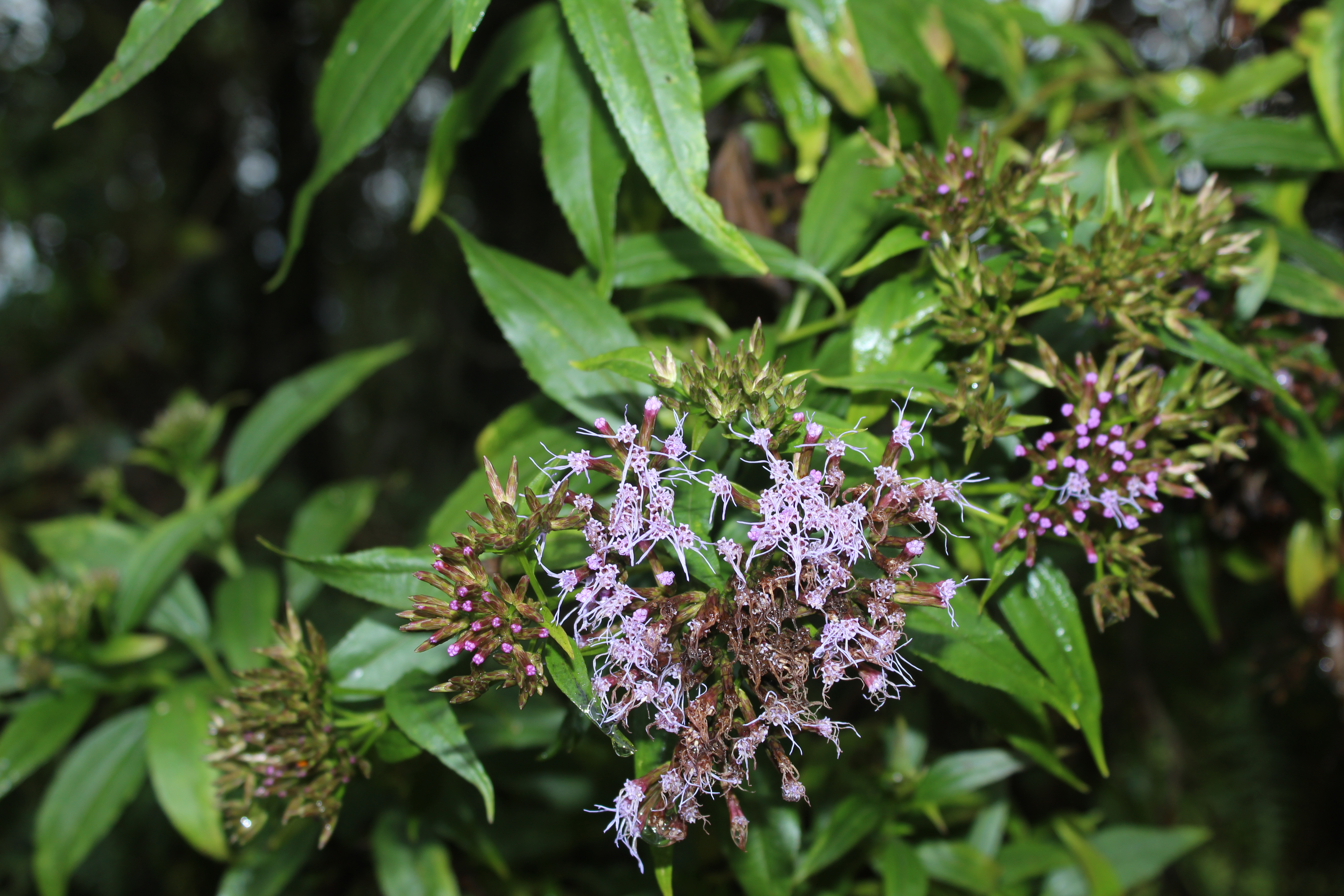

Crece en áreas intervenidas de bosque altoandino, bordes de carreteras o caminos, laderas abiertas, matorrales o margen de quebradas.

## Distribución
Es endémica de Colombia. Se registra en los departamentos de Boyacá, Cundinamarca y Santander entre los 1900 a 3000 ms.n.m.

## Taxonomía
Chromolaena perglabra fue descrita por (B.L.Rob.) R.M.King & H.Rob y publicado en Phytologia 20(3): 205. 1970.
Etimología

Chromolaena: nombre genérico que deriva de las palabras griegas: χρῶμα (croma), que significa "de color", y λαινα (laena), que significa "manto". Se refiere a los colores de los filarios de algunas especies.
perglabra: del latín per, que significa "totalmente", y glabrum, que significa "glabro". Se refiere a la ausencia de pelos en las hojas.

## Toxicidad
Al igual que otras especies del género Chromolaena es tóxica debido a la presencia de esteroides y flavonoides. En C. perglabra también se ha encontrado actividad in vitro en contra de agentes causantes de la enfermedad de Chagas y la leishmaniasis.